# Adrien Bossel
 Adrien Bossel  (nacido el 28 de diciembre de 1986) es un tenista profesional suizo.

## Carrera
Su mejor ranking individual es el N.º 262 alcanzado el 10 de agosto de 2015, mientras que en dobles logró la posición 401 el 15 de octubre de 2012.
No ha logrado hasta el momento títulos de la categoría ATP ni de la ATP Challenger Tour, aunque sí ha obtenido varios títulos Futures tanto en individuales como en dobles.